# 虎尾涌翠閣
虎尾涌翠閣（亦稱為湧翠閣、游水閣，日文為Yu-Sui-Kaku），建立於昭和14年（西元1939年）。2010年經雲林縣政府文化處公告為縣定古蹟，於2015年修復完成。

## 簡介
湧翠閣早年為日治時期官方「虎尾郡」所設置之招待所建築，接待當時的官方、軍方等重要貴客，屬於「待賓館」、「貴賓館」、「休憩所」或「會館」、「宿泊所」等建築類型。以書院建築形式建造之，為雲林縣少數相關案例之一。館內曾為二二八事件的當地台籍人士集會討論之場所。位處公園邊，周遭環境完整，為大型招待所，極具有保存與再利用之價值。